# BAFTA al millor vestuari
El BAFTA al millor vestuari és un dels premis BAFTA atorgats per la British Academy of Film and Television Arts (BAFTA) en una cerimònia anual des de 1965, en reconeixement del millor vestuari.

## Guanyadors i nominats
Els anys indicats són aquells en què es va celebrar la cerimònia, que té lloc l'any següent de l'estrena de les pel·lícules en qüestió.

### Dècada del 1960

#### Millor vestuari - Blanc i negre
| Any  | Pel·lícula                         | Nominat(s)       |
| ---- | ---------------------------------- | ---------------- |
| 1965 | The Pumpkin Eater                  | Motley           |
| 1965 | Servitud humana (Of Human Bondage) | Beatrice Dawson  |
| 1965 | Psyche 59                          | Julie Harris     |
| 1968 | Mademoiselle                       | Jocelyn Rickards |
| 1968 | The Sailor from Gibraltar          | Jocelyn Rickards |

#### Millor vestuari - Color
| Any  | Pel·lícula                                          | Nominat(s)                        |
| ---- | --------------------------------------------------- | --------------------------------- |
| 1965 | Becket                                              | Margaret Furse                    |
| 1965 | Els invasors (The Long Ships)                       | Anthony Mendleson                 |
| 1965 | Woman of Straw                                      | Beatrice Dawson                   |
| 1965 | The Yellow Rolls-Royce                              | Anthony Mendleson                 |
| 1966 | Those Magnificent Men in Their Flying Machines      | Osbert Lancaster i Dinah Greet    |
| 1966 | The Amorous Adventures of Moll Flanders             | Elizabeth Haffenden i Joan Bridge |
| 1966 | Help!                                               | Julie Harris                      |
| 1966 | A Shot in the Dark                                  | Margaret Furse                    |
| 1966 | El somiador rebel (Young Cassidy)                   | Margaret Furse                    |
| 1967 | La caixa de les sorpreses (The Wrong Box)           | Julie Harris                      |
| 1967 | Arabesc (Arabesque)                                 | Christian Dior                    |
| 1967 | The Blue Max                                        | John Furniss                      |
| 1967 | Romeo and Juliet                                    | Nicholas Georgiadis               |
| 1968 | Un home per a l'eternitat (A Man for All Seasons)   | Elizabeth Haffenden i Joan Bridge |
| 1968 | Casino Royale                                       | Julie Harris                      |
| 1968 | Lluny del brogit mundà (Far from the Madding Crowd) | Alan Barrett                      |
| 1968 | Half a Sixpence                                     | Elizabeth Haffenden i Joan Bridge |

#### Millor vestuari
| Any  | Pel·lícula                      | Nominat(s)     |
| ---- | ------------------------------- | -------------- |
| 1969 | Romeo and Juliet                | Danilo Donati  |
| 1969 | The Charge of the Light Brigade | David Walker   |
| 1969 | The Lion in Winter              | Margaret Furse |
| 1969 | Oliver!                         | Phyllis Dalton |

### Dècada del 1970
| Any  | Pel·lícula                                                                                               | Nominat(s)                                          |
| ---- | --- | --------------------------------------------------- |
| 1970 | Oh! What a Lovely War                                                                                    | Anthony Mendleson                                   |
| 1970 | Funny Girl                                                                                               | Irene Sharaff                                       |
| 1970 | Isadora (The Loves of Isadora)                                                                           | Ruth Myers                                          |
| 1970 | Dones enamorades (Women in Love)                                                                         | Shirley Ann Russell                                 |
| 1971 | Waterloo                                                                                                 | Maria De Matteis                                    |
| 1971 | Anna dels mil dies (Anne of the Thousand Days)                                                           | Margaret Furse                                      |
| 1971 | Cromwell                                                                                                 | Vittorio Nino Novarese                              |
| 1971 | La filla de Ryan (Ryan's Daughter)                                                                       | Jocelyn Rickards                                    |
| 1972 | Morte a Venezia                                                                                          | Piero Tosi                                          |
| 1972 | El missatger (The Go-Between)                                                                            | John Furniss                                        |
| 1972 | Nicolau i Alexandra (Nicholas and Alexandra)                                                             | Yvonne Blake, Antonio Castillo                      |
| 1972 | The Tales of Beatrix Potter                                                                              | Christine Edzard                                    |
| 1973 | Alícia en terra de meravelles (Alice's Adventures in Wonderland) Macbeth El jove Winston (Young Winston) | Anthony Mendleson                                   |
| 1973 | Cabaret                                                                                                  | Charlotte Flemming                                  |
| 1973 | El Padrí (The Godfather)                                                                                 | Anna Hill Johnstone                                 |
| 1974 | L'equívoc (The Hireling)                                                                                 | Phyllis Dalton                                      |
| 1974 | Casa de nines (A Doll's House)                                                                           | Beatrice Dawson                                     |
| 1974 | Brother Sun, Sister Moon                                                                                 | Danilo Donati                                       |
| 1974 | Jesucrist superstar (Jesus Christ Superstar)                                                             | Yvonne Blake                                        |
| 1975 | El gran Gatsby (The Great Gatsby)                                                                        | Theoni V. Aldredge                                  |
| 1975 | Chinatown                                                                                                | nthea Sylbert                                       |
| 1975 | Assassinat a l'Orient Express (Murder on the Orient Express)                                             | Tony Walton                                         |
| 1975 | The Three Musketeers                                                                                     | Yvonne Blake                                        |
| 1976 | El dia de la llagosta (The Day of the Locust)                                                            | Ann Roth                                            |
| 1976 | Barry Lyndon                                                                                             | Ulla-Britt Söderlund, Milena Canonero               |
| 1976 | Els quatre mosqueters (The Four Musketeers: Milady's Revenge)                                            | Yvonne Blake                                        |
| 1976 | L'home que volia ser rei (The Man Who Would Be King)                                                     | Edith Head                                          |
| 1977 | Die Marquise von O                                                                                       | Moidele Bickel                                      |
| 1977 | Bugsy Malone                                                                                             | Monica Howe                                         |
| 1977 | Picnic at Hanging Rock                                                                                   | Judith Dorsman                                      |
| 1977 | La sabatilla i la rosa (The Slipper and the Rose)                                                        | Julie Harris                                        |
| 1978 | Casanova (Il Casanova di Federico Fellini)                                                               | Danilo Donati                                       |
| 1978 | Joseph Andrews                                                                                           | Michael Annals, Patrick Wheatley                    |
| 1978 | New York, New York                                                                                       | Theadora Van Runkle                                 |
| 1978 | Valentino                                                                                                | Shirley Ann Russell                                 |
| 1979 | Mort al Nil (Death on the Nile)                                                                          | Anthony Powell                                      |
| 1979 | Els duelistes (The Duellists)                                                                            | Tom Rand                                            |
| 1979 | Julia | Anthea Sylbert, Joan Bridge, Annalisa Nasalli-Rocca |
| 1979 | La guerra de les galàxies (Star Wars)                                                                    | John Mollo                                          |

### Dècada del 1980
| Any  | Pel·lícula                                                  | Nominat(s)                                                                                                |
| ---- | ----------------------------------------------------------- | --- |
| 1980 | Ianquis (Yanks)                                             | Shirley Ann Russell                                                                                       |
| 1980 | Agatha                                                      | Shirley Ann Russell                                                                                       |
| 1980 | Alien                                                       | John Mollo                                                                                                |
| 1980 | The Europeans                                               | Judy Moorcroft                                                                                            |
| 1981 | Kagemusha                                                   | Seiichiro Momosawa                                                                                        |
| 1981 | Comença l'espectacle (All That Jazz)                        | Albert Wolsky                                                                                             |
| 1981 | Don Giovanni                                                | Frantz Salieri                                                                                            |
| 1981 | Flash Gordon                                                | Danilo Donati                                                                                             |
| 1982 | Carros de foc (Chariots of Fire)                            | Milena Canonero                                                                                           |
| 1982 | Excàlibur (Excalibur)                                       | Bob Ringwood                                                                                              |
| 1982 | La dona del tinent francès (The French Lieutenant's Woman)  | Tom Rand                                                                                                  |
| 1982 | Tess                                                        | Anthony Powell                                                                                            |
| 1983 | Blade Runner                                                | Michael Kaplan i Charles Knode                                                                            |
| 1983 | Gandhi                                                      | Bhanu Athaiya i John Mollo                                                                                |
| 1983 | Rojos (Reds)                                                | Shirley Ann Russell                                                                                       |
| 1984 | La Traviata                                                 | Piero Tosi                                                                                                |
| 1984 | Fanny i Alexander (Fanny och Alexander)                     | Marik Vos-Lundh                                                                                           |
| 1984 | Heat and Dust                                               | Barbara Lane                                                                                              |
| 1984 | Tootsie                                                     | Ruth Morley                                                                                               |
| 1985 | Hi havia una vegada a Amèrica (Once Upon a Time in America) | Gabriella Pescucci                                                                                        |
| 1985 | Les bostonianes (The Bostonians)                            | Jenny Beavan i John Bright                                                                                |
| 1985 | En companyia de llops (The Company of Wolves)               | Elizabeth Waller                                                                                          |
| 1985 | L’amor de Swann (Un amour de Swann)                         | Yvonne Sassinot de Nesle                                                                                  |
| 1986 | Cotton Club (The Cotton Club)                               | Milena Canonero                                                                                           |
| 1986 | Amadeus                                                     | Theodor Pištěk                                                                                            |
| 1986 | Legend                                                      | Charles Knode                                                                                             |
| 1986 | Passatge a l'Índia (A Passage to India)                     | Judy Moorcroft                                                                                            |
| 1987 | Una habitació amb vista (A Room with a View)                | Jenny Beavan i John Bright                                                                                |
| 1987 | La missió (The Mission)                                     | Enrico Sabbatini                                                                                          |
| 1987 | Out of Africa                                               | Milena Canonero                                                                                           |
| 1987 | Ran                                                         | Emi Wada                                                                                                  |
| 1988 | Dies de ràdio (Radio Days)                                  | Jeffrey Kurland                                                                                           |
| 1988 | Esperança i glòria (Hope and Glory)                         | Shirley Ann Russell                                                                                       |
| 1988 | Little Dorrit                                               | Joyce Carter, Danielle Garderes, Claude Gastine, Judith Loom, Sally Neale, Jackie Smith, i Barbara Sonnex |
| 1988 | Els intocables d'Elliot Ness (The Untouchables)             | Marilyn Vance                                                                                             |
| 1989 | L'últim emperador (The Last Emperor)                        | James Acheson                                                                                             |
| 1989 | La modista (The Dressmaker)                                 | Judy Moorcroft                                                                                            |
| 1989 | L'imperi del Sol (Empire of the Sun)                        | Bob Ringwood                                                                                              |
| 1989 | Passions a Kènia (White Mischief)                           | Marit Allen                                                                                               |

### Dècada del 1990
| Any  | Pel·lícula                                                                    | Nominat(s)                        |
| ---- | ----------------------------------------------------------------------------- | --------------------------------- |
| 1990 | The Adventures of Baron Munchausen (Les aventures del baró Munchausen)        | Gabriella Pescucci                |
| 1990 | Batman                                                                        | Bob Ringwood                      |
| 1990 | Dangerous Liaisons (Dangerous Liaisons)                                       | James Acheson                     |
| 1990 | Enric V (Henry V)                                                             | Phyllis Dalton                    |
| 1991 | Un dels nostres (Goodfellas)                                                  | Richard Bruno                     |
| 1991 | Cinema Paradiso (Nuovo Cinema Paradiso)                                       | Beatrice Bordone                  |
| 1991 | Dick Tracy                                                                    | Milena Canonero                   |
| 1991 | Pretty Woman                                                                  | Marilyn Vance                     |
| 1992 | Cyrano de Bergerac                                                            | Franca Squarciapino               |
| 1992 | Edward Scissorhands                                                           | Colleen Atwood                    |
| 1992 | Robin Hood: Príncep dels lladres (Robin Hood: Prince of Thieves)              | John Bloomfield                   |
| 1992 | Valmont                                                                       | Theodor Pištěk                    |
| 1993 | L'amor és a l'aire (Strictly Ballroom)                                        | Catherine Martin i Angus Strathie |
| 1993 | Chaplin                                                                       | Ellen Mirojnick i John Mollo      |
| 1993 | Retorn a Howards End (Howards End)                                            | Jenny Beavan i John Bright        |
| 1993 | L'últim dels mohicans (The Last of the Mohicans)                              | Elsa Zamparelli                   |
| 1994 | El piano (The Piano)                                                          | Janet Patterson                   |
| 1994 | Dràcula de Bram Stoker (Bram Stoker's Dracula)                                | Eiko Ishioka                      |
| 1994 | Molt soroll per no res (Much Ado About Nothing)                               | Phyllis Dalton                    |
| 1994 | Orlando                                                                       | Sandy Powell                      |
| 1994 | La llista de Schindler (Schindler's List)                                     | Anna B. Sheppard                  |
| 1995 | Les aventures de Priscilla (The Adventures of Priscilla, Queen of the Desert) | Tim Chappel i Lizzy Gardiner      |
| 1995 | Quatre bodes i un funeral (Four Weddings and a Funeral)                       | Lindy Hemming                     |
| 1995 | Entrevista amb el vampir (Interview with the Vampire: The Vampire Chronicles) | Sandy Powell                      |
| 1995 | Donetes (Little Women)                                                        | Colleen Atwood                    |
| 1996 | Braveheart                                                                    | Charles Knode                     |
| 1996 | La follia del rei George (The Madness of King George)                         | Mark Thompson                     |
| 1996 | Restoration                                                                   | James Acheson                     |
| 1996 | Sentit i sensibilitat (Sense and Sensibility)                                 | Jenny Beavan i John Bright        |
| 1997 | Ricard III (Richard III)                                                      | Shuna Harwood                     |
| 1997 | El pacient anglès (The English Patient)                                       | Ann Roth                          |
| 1997 | Evita                                                                         | Penny Rose                        |
| 1997 | Hamlet                                                                        | Alexandra Byrne                   |
| 1998 | Mrs. Brown                                                                    | Deirdre Clancy                    |
| 1998 | L.A. Confidential                                                             | Ruth Myers                        |
| 1998 | Titanic                                                                       | Deborah Lynn Scott                |
| 1998 | Les ales del colom (The Wings of the Dove)                                    | Sandy Powell                      |
| 1999 | Velvet Goldmine                                                               | Sandy Powell                      |
| 1999 | Elisabet (Elizabeth)                                                          | Alexandra Byrne                   |
| 1999 | La màscara del Zorro (The Mask of Zorro)                                      | Graciela Mazón                    |
| 1999 | Shakespeare in Love                                                           | Sandy Powell                      |

### Dècada del 2000
| Any  | Pel·lícula | Nominat(s)                                 |
| ---- | --- | ------------------------------------------ |
| 2000 | Sleepy Hollow | Colleen Atwood                             |
| 2000 | El final de l'idil·li (The End of the Affair)                                                                           | Sandy Powell                               |
| 2000 | An Ideal Husband | Caroline Harris                            |
| 2000 | Tea with Mussolini | Anna Anni, Jenny Beavan, i Alberto Spiazzi |
| 2001 | Tigre i drac (Wo hu cang long / Crouching Tiger, Hidden Dragon)                                                         | Timmy Yip                                  |
| 2001 | Chocolat | Renee Ehrlich Kalfus                       |
| 2001 | Gladiator | Janty Yates                                |
| 2001 | O Brother, Where Art Thou?                                                                                              | Monica Howe                                |
| 2001 | Quills | Jacqueline West                            |
| 2002 | Gosford Park | Jenny Beavan                               |
| 2002 | Harry Potter i la pedra filosofal (Harry Potter and the Philosopher's Stone)                                            | Judianna Makovsky                          |
| 2002 | El Senyor dels Anells: La Germandat de l'Anell (The Lord of the Rings: The Fellowship of the Ring)                      | Ngila Dickson                              |
| 2002 | Moulin Rouge! | Catherine Martin i Angus Strathie          |
| 2002 | Planet of the Apes | Colleen Atwood                             |
| 2003 | El Senyor dels Anells: Les dues torres (The Lord of the Rings: The Two Towers)                                          | Ngila Dickson i Richard Taylor             |
| 2003 | Catch Me If You Can | Mary Zophres                               |
| 2003 | Chicago | Colleen Atwood                             |
| 2003 | Frida | Julie Weiss                                |
| 2003 | Gangs of New York | Sandy Powell                               |
| 2004 | Master and Commander: The Far Side of the World                                                                         | Wendy Stites                               |
| 2004 | Cold Mountain | Carlo Poggioli i Ann Roth                  |
| 2004 | Girl with a Pearl Earring                                                                                               | Dien van Straalen                          |
| 2004 | El Senyor dels Anells: El retorn del rei (The Lord of the Rings: The Return of the King)                                | Ngila Dickson i Richard Taylor             |
| 2004 | Pirates of the Caribbean: The Curse of the Black Pearl                                                                  | Penny Rose                                 |
| 2005 | El secret de Vera Drake (Vera Drake)                                                                                    | Jacqueline Durran                          |
| 2005 | L'aviador (The Aviator)                                                                                                 | Sandy Powell                               |
| 2005 | Descobrir el País de Mai Més (Finding Neverland)                                                                        | Alexandra Byrne                            |
| 2005 | La casa de les dagues voladores (House of Flying Daggers)                                                               | Emi Wada                                   |
| 2005 | El mercader de Venècia (The Merchant of Venice)                                                                         | Sammy Sheldon                              |
| 2006 | Memòries d'una geisha (Memoirs of a Geisha)                                                                             | Colleen Atwood                             |
| 2006 | Charlie i la fàbrica de xocolata (Charlie and the Chocolate Factory)                                                    | Gabriella Pescucci                         |
| 2006 | Les Cròniques de Nàrnia: El lleó, la bruixa i l'armari (The Chronicles of Narnia: The Lion, the Witch and the Wardrobe) | Isis Mussenden                             |
| 2006 | Mrs Henderson Presents                                                                                                  | Sandy Powell                               |
| 2006 | Pride and Prejudice | Jacqueline Durran                          |
| 2007 | El laberinto del fauno                                                                                                  | Lala Huete                                 |
| 2007 | El diable es vesteix de Prada (The Devil Wears Prada)                                                                   | Patricia Field                             |
| 2007 | Maria Antonieta (Marie Antoinette)                                                                                      | Milena Canonero                            |
| 2007 | Pirates of the Caribbean: Dead Man's Chest                                                                              | Penny Rose                                 |
| 2007 | La reina (The Queen) | Consolata Boyle                            |
| 2008 | La vida en rosa (La Môme)                                                                                               | Marit Allen                                |
| 2008 | Expiació (Atonement) | Jacqueline Durran                          |
| 2008 | Elizabeth: l'edat d'or (Elizabeth: The Golden Age)                                                                      | Alexandra Byrne                            |
| 2008 | Lust, Caution | Lai Pan                                    |
| 2008 | Sweeney Todd: el barber diabòlic del carrer Fleet (Sweeney Todd: The Demon Barber of Fleet Street)                      | Colleen Atwood                             |
| 2009 | The Duchess | Michael O'Connor                           |
| 2009 | L'intercanvi (Changeling)                                                                                               | Deborah Hopper                             |
| 2009 | El curiós cas de Benjamin Button (The Curious Case of Benjamin Button)                                                  | Jacqueline West                            |
| 2009 | El cavaller fosc (The Dark Knight)                                                                                      | Lindy Hemming                              |
| 2009 | Revolutionary Road | Albert Wolsky                              |

### Dècada del 2010
| Any  | Pel·lícula                                                                     | Nominat(s)            |
| ---- | ------------------------------------------------------------------------------ | --------------------- |
| 2010 | La reina Victòria (The Young Victoria)                                         | Sandy Powell          |
| 2010 | Bright Star                                                                    | Janet Patterson       |
| 2010 | Coco, de la rebel·lia a la llegenda de Chanel (Coco avant Chanel)              | Catherine Leterrier   |
| 2010 | Una educació (An Education)                                                    | Odile Dicks-Mireaux   |
| 2010 | A Single Man                                                                   | Arianne Phillips      |
| 2011 | Alice in Wonderland                                                            | Colleen Atwood        |
| 2011 | El cigne negre (Black Swan)                                                    | Amy Westcott          |
| 2011 | El discurs del rei (The King's Speech)                                         | Jenny Beavan          |
| 2011 | Made in Dagenham                                                               | Louise Stjernsward    |
| 2011 | True Grit                                                                      | Mary Zophres          |
| 2012 | The Artist                                                                     | Mark Bridges          |
| 2012 | El talp (Tinker Tailor Soldier Spy)                                            | Jacqueline Durran     |
| 2012 | Jane Eyre                                                                      | Michael O'Connor      |
| 2012 | Hugo                                                                           | Sandy Powell          |
| 2012 | La meva setmana amb Marilyn (My Week with Marilyn)                             | Jill Taylor           |
| 2013 | Anna Karènina (Anna Karenina)                                                  | Jacqueline Durran     |
| 2013 | Great Expectations                                                             | Beatrix Aruna Pasztor |
| 2013 | Els miserables (Les Misérables)                                                | Paco Delgado          |
| 2013 | Lincoln                                                                        | Joanna Johnston       |
| 2013 | Blancaneu i la llegenda del caçador (Snow White and the Huntsman)              | Colleen Atwood        |
| 2014 | El gran Gatsby (The Great Gatsby)                                              | Catherine Martin      |
| 2014 | American Hustle                                                                | Michael Wilkinson     |
| 2014 | Behind the Candelabra                                                          | Ellen Mirojnick       |
| 2014 | The Invisible Woman                                                            | Michael O'Connor      |
| 2014 | Saving Mr. Banks                                                               | Daniel Orlandi        |
| 2015 | The Grand Budapest Hotel                                                       | Milena Canonero       |
| 2015 | The Imitation Game (Desxifrant l'Enigma) (The Imitation Game)                  | Sammy Sheldon Differ  |
| 2015 | Into the Woods                                                                 | Colleen Atwood        |
| 2015 | Mr. Turner                                                                     | Jacqueline Durran     |
| 2015 | The Theory of Everything                                                       | Steven Noble          |
| 2016 | Mad Max: fúria a la carretera (Mad Max: Fury Road)                             | Jenny Beavan          |
| 2016 | Brooklyn                                                                       | Odile Dicks-Mireaux   |
| 2016 | Carol                                                                          | Sandy Powell          |
| 2016 | Cinderella                                                                     | Sandy Powell          |
| 2016 | The Danish Girl                                                                | Paco Delgado          |
| 2017 | Jackie                                                                         | Madeline Fontaine     |
| 2017 | Allied                                                                         | Joanna Johnston       |
| 2017 | Bèsties fantàstiques i on trobar-les (Fantastic Beasts and Where to Find Them) | Colleen Atwood        |
| 2017 | Florence Foster Jenkins                                                        | Consolata Boyle       |
| 2017 | La La Land                                                                     | Mary Zophres          |
| 2018 | El fil invisible (Phantom Thread)                                              | Mark Bridges          |
| 2018 | La bella i la bèstia (Beauty and the Beast)                                    | Jacqueline Durran     |
| 2018 | Darkest Hour                                                                   | Jacqueline Durran     |
| 2018 | Jo, Tonya (I, Tonya)                                                           | Jennifer Johnson      |
| 2018 | The Shape of Water                                                             | Luis Sequeira         |
| 2019 | The Favourite                                                                  | Sandy Powell          |
| 2019 | The Ballad of Buster Scruggs                                                   | Mary Zophres          |
| 2019 | Bohemian Rhapsody                                                              | Julian Day            |
| 2019 | Mary Poppins Returns                                                           | Sandy Powell          |
| 2019 | Mary Queen of Scots                                                            | Alexandra Byrne       |

### Dècada del 2020
| Any  | Pel·lícula                                   | Nominat(s)                          |
| ---- | -------------------------------------------- | ----------------------------------- |
| 2020 | Donetes (Little Women)                       | Jacqueline Durran                   |
| 2020 | The Irishman                                 | Sandy Powell i Christopher Peterson |
| 2020 | Jojo Rabbit                                  | Mayes C. Rubeo                      |
| 2020 | Judy                                         | Jany Temime                         |
| 2020 | Once Upon a Time in Hollywood                | Arianne Phillips                    |
| 2021 | Ma Rainey's Black Bottom                     | Ann Roth                            |
| 2021 | Ammonite                                     | Michael O'Connor                    |
| 2021 | The Dig                                      | Alice Babidge                       |
| 2021 | Emma                                         | Alexandra Byrne                     |
| 2021 | Mank                                         | Trish Summerville                   |
| 2022 | Cruella                                      | Jenny Beavan                        |
| 2022 | Cyrano                                       | Massimo Cantini Parrini             |
| 2022 | Dune                                         | Robert Morgan i Jacqueline West     |
| 2022 | The French Dispatch                          | Milena Canonero                     |
| 2022 | Nightmare Alley                              | Luis Sequeira                       |
| 2023 | Elvis                                        | Catherine Martin                    |
| 2023 | Res de nou a l'oest (Im Westen nichts Neues) | Lisy Christl                        |
| 2023 | Amsterdam                                    | J.R. Hawbaker i Albert Wolsky       |
| 2023 | Babylon                                      | Mary Zophres                        |
| 2023 | Mrs. Harris Goes to Paris                    | Jenny Beavan                        |